# Clint Hill
Clinton Scott "Clint" Hill, född 19 oktober 1978 i Liverpool, Merseyside, är en engelsk före detta fotbollsspelare och sedermera tränare.
Den 21 september 2017 värvades Hill av Carlisle United.